# Nationaal Fietsmuseum Velorama
Het Nationaal Fietsmuseum Velorama is een museum, gevestigd in een historisch pand, direct naast De Bastei aan de Waalkade in Nijmegen. Dit pand maakte eens deel uit van de vestingwerken van de stad Nijmegen. De collectie van het museum geeft een overzicht van de ontwikkeling van de fiets van de eerste loopfiets tot de hedendaagse stadsfiets. Even na 1800 bedacht men al voertuigen die men op eigen kracht kon voortbewegen. Het Velorama heeft hier meerdere voorbeelden van. Het museum beschikt over een grote collectie historische fietsen. Naast een verzameling in eigen atelier gerestaureerde twee-, drie- en zelfs vierwielers zijn er in het museum ook voorbeelden van fietsverlichting, posters en andere artikelen rondom de fiets te bezichtigen.

## Geschiedenis
De collectie van het museum begon met de historische fietsverzameling van de heer G.J. Moed. In 1969 kreeg hij zijn eerste antieke fiets, een Michaux uit 1869. Hij kreeg deze van zijn vader, die zelf verzamelaar was van oude auto’s. De verzamelliefde van Moed had in begin jaren ‘80 tot een collectie van meer dan 200 rijwielen geleid, waarvoor een plek gevonden moest worden. Daarvoor werd een historisch pand aan de Waalkade gerenoveerd en verbouwd tot museum. In 1981 opende het museum zijn deuren onder de naam Velorama. Het stelde toen zowel de historische fietscollectie van Moed Junior, als de oude automobielen van Senior tentoon. De fietscollectie van Moed Junior bleef groeien en in 1996 werd begonnen met de verbouwing van het museum, die leidde tot de huidige indeling, waarbij de auto’s het veld moesten ruimen. In 1998 werd het museum door H.K.H. Prinses Margriet heropend onder de naam Nationaal Fietsmuseum Velorama.

## Collectie
De collectie is uitgegroeid tot meer dan 500 historische fietsen, waarvan een deel zich in depot bevindt. Het museum bezit onder andere een uitgebreide collectie Michauxs, Hoge-Bi’s en Safety’s. Het museum geeft een beeld van de ontwikkeling van de loopfiets tot de moderne fiets. Verder toont het Velorama eenwielers, kinderfietsen, militaire rijwielen, historische racefietsen en typisch Amerikaanse Fun-bikes. Daarnaast bezit het museum een uitgebreide collectie fietslampen, vele posters en documentatie. Deze worden in het museum geëxposeerd of kunnen op afspraak worden ingezien in de bibliotheek van het museum.
De collectie staat opgesteld in vijf grote zalen. Direct na de ingang staan voornamelijk loopfietsen, driewielers en velocipedes uit de periode 1818 tot 1870 opgesteld. Op de eerste verdieping bevindt zich de Hoge-bi Lounge. Hier wordt een gedeelte van de hoge-bi collectie van het museum getoond. In de grote zaal op deze verdieping bevinden zich de zogenaamde High Wheel Safety’s. Dit zijn experimentele technische afleidingen van de Hoge-bi’s, die echter nauwelijks verkocht zijn.
In 1886 werd door de Coventry Machinist Company (C.M.C.) de safety ontwikkeld, een fiets met twee even grote wielen en een trapas met kettingaandrijving. Dit systeem is met kleine wijzigingen aangepast tot de fietsen die anno 2021 nog geproduceerd worden. 
Op de tweede verdieping bevinden zich de meer ongebruikelijke fietsen zoals fietsen met een aandrijfas, tandems en houten fietsen. In een speciale display zijn de oorlogsfietsen tentoongesteld. Op het podium van de racefietsen is er de compleet verwrongen racefiets van de Nederlandse coureur Wim van Est te zien, die in de Tour de France van 1951 als geletruidrager in een ravijn stortte. Wim van Est wist zonder veel schade uit het ravijn te kruipen, maar bij het zien van de fiets besloot de Nederlandse ploeg een dag voor het einde uit de Tour te stappen. Op de tweede verdieping bevindt zich ook de zaal met aandacht voor de Nederlandse fietsgeschiedenis. Zo wordt er de Fongers-fiets van wijlen Koningin Wilhelmina getoond en de verlovingstandem van Prinses Juliana en Prins Bernhard uit 1936. Ook wordt er een collectie, indertijd verfoeide, metalen fietsbelastingplaatjes getoond.
Verdere bijzondere stukken van het museum zijn: de Puch/Thonet houten fiets, de Comp. Parisienne L’hirondelle race-velocipede, de Phanton en de laatste geproduceerde Michaux (ca. 1900).

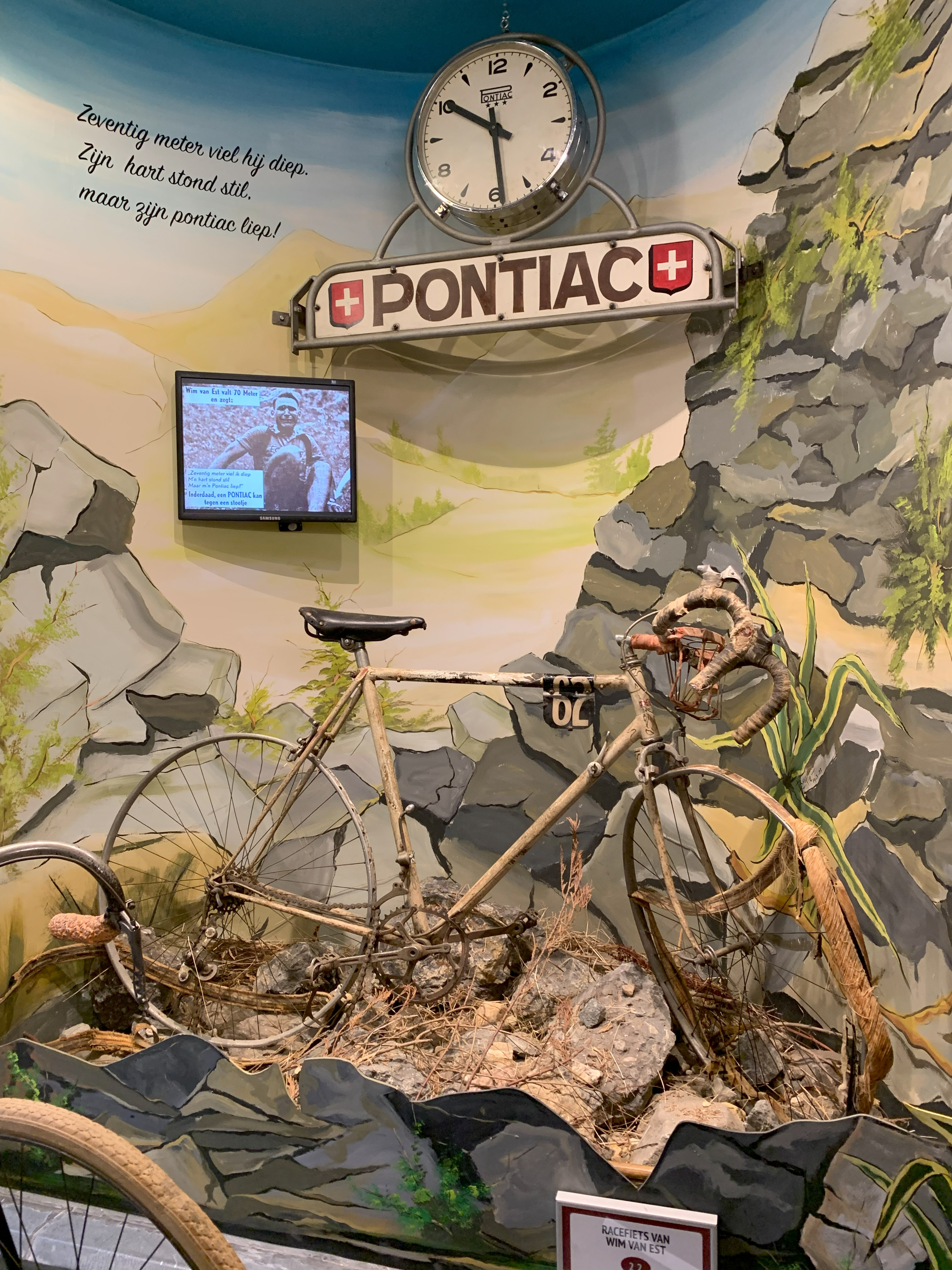
Fiets van Wim van Est
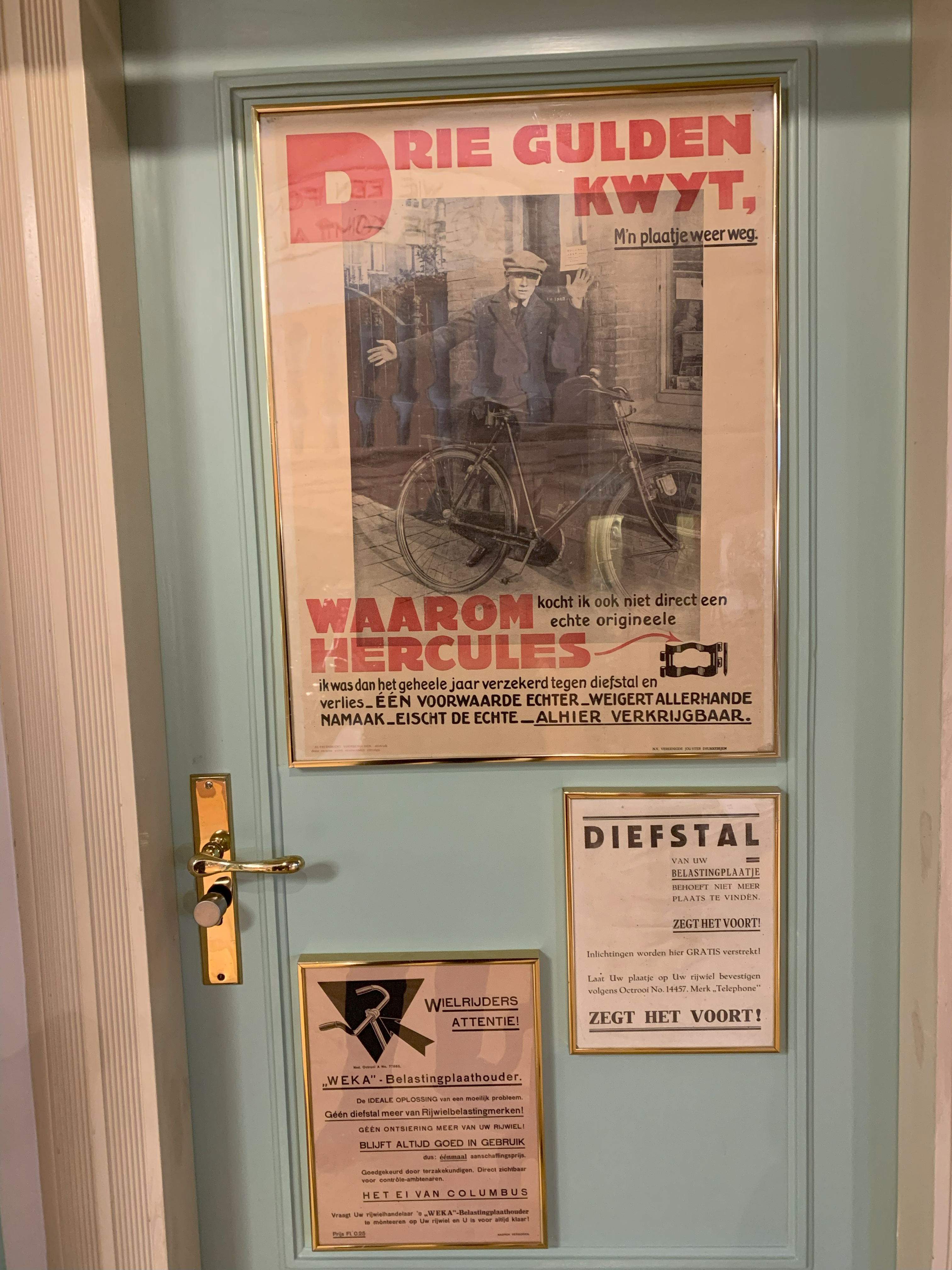
Posters
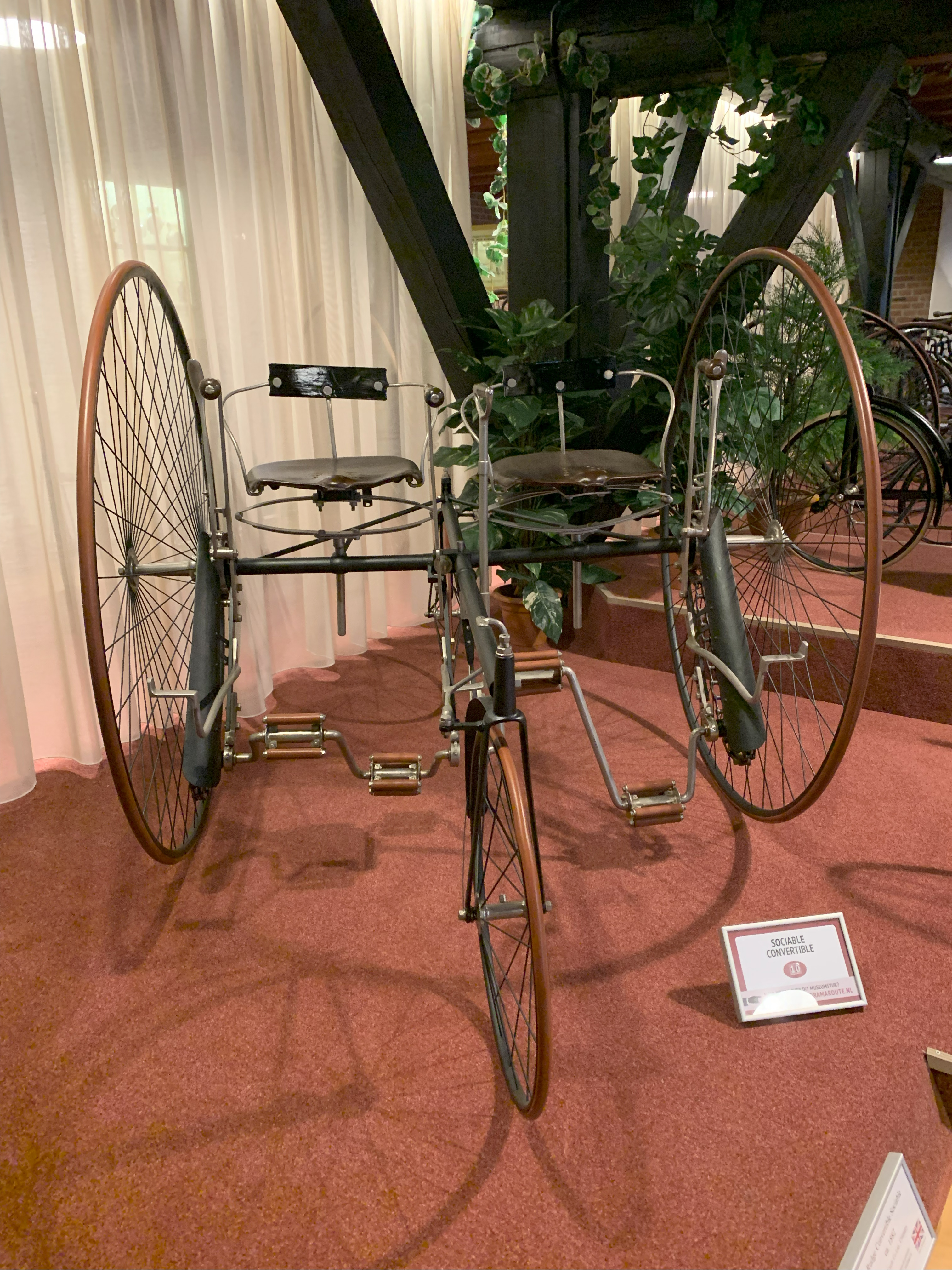
Sociable convertible